# Талатат
Талатат (от араб. talatât‎ «тройка» или от итал. tagliata «вырезанная кладка») — маленькие (ок. 52 × 26 × 24 см) блоки песчаника, которые использовались при строительстве древнеегипетской столицы Ахетатона при фараоне Эхнатоне из XVIII династии. Запечатлённые на сохранившихся талататах сцены служат источником информации о жизни амарнского периода и об амарнском искусстве.
Эти блоки добывались в Гебель эль-Сильсиле, в 100 км южнее города Фивы. Спешное строительство новой столицы оправдывало поставку талататов. После смерти Эхнатона атонизм был отвергнут, пришёл период реставрации прежних порядков, Ахетатон потерял статус столицы, главный храм Атона был разрушен, и его талататы уложили в фундамент при строительстве других зданий и пилонов XIX династии. Талататы найдены в пилонах II и IX Хоремхеба при фиванском храме Амона в Карнаке, также под гипостильным залом храма Амона, в пилоне Рамсеса II и внешних строениях Луксорского храма. Часть талататов использовались значительно позже — в правление Нектанеба I и строительстве у Мадамуда при Птолемеях.
Впервые талататы эпохи Эхнатона привлекли внимание исследователей в середине XIX века. После окончания Первой мировой войны благодаря исследовательским программам инспекторов Службы древностей и египтологов начала собираться внушительная коллекция талататов (на которых даже сохранились яркие краски и росписи). С середины XIX века до наших дней общее число найденных и извлечённых талататов составляет 80-90 тысяч штук. Термин талатат ввёл в лексикон археологии работавший с ними в 1925—1952 годах инспектор древностей в Карнаке Анри Шевьер.
В 1966 году бывший дипломат США Рэй Уинфилд Смит совместно с египтологами и отделением IBM в Каире организовал проект по фотографированию, описанию и сопоставлению талататов со всего мира. В 1972 году в первом отчёте о проделанной работе появились публикации более 800 восстановленных из талататов сцен.